# 10 groszy 1835
10 groszy 1835 – moneta dziesięciogroszowa Wolnego Miasta Krakowa, będąca odpowiednikiem 10 groszy polskich Królestwa Kongresowego, bita w bilonie z datą 1835. Ostatecznie wycofana z obiegu w 1857 r. w wyniku przeprowadzanej reformy monetarnej w Cesarstwie Austrii.

## Awers
Na tej stronie znajduje się herb Krakowa, nad nim otokowo napis „WOLNE MIASTO KRAKÓW”, dookoła wypukły otok i perełki.

## Rewers
Na tej stronie w dębowym wieńcu umieszczono nominał 10, pod nim „GROSZY”, a poniżej rok 1835, dookoła wypukły otok i perełki.

## Opis
Monetę wybito w prywatnej fabryce A Woppensteina w Wiedniu, w bilonie, na krążku o średnicy 19 mm, masie 2,8 grama, z rantem gładkim, w nakładzie 150 000 sztuk.
Stopień rzadkości monety to R1 – (15 001 – 80 000 egzemplarzy).